# Méhes György (tanár)
Méhes György (Visk, 1746. – Kolozsvár, 1809. március 12.) bölcseleti doktor, református főiskolai tanár, író. Méhes Sámuel tanár, nyomda- és laptulajdonos, író, szerkesztő, bölcseleti doktor, református főiskolai tanár az MTA levelező tagjának (1836) apja.

## Élete
Tanulmányait Máramarosszigeten, Kolozsvárt, Göttingában, Tübingában, Utrechtben végezte. 1775-től református lelkész Nagyszebenben. 1776 novemberében a kolozsvári református főiskolán Pataki Sámuel bölcseleti és matematikai tanár mellé segédtanárnak nevezték ki, majd később rendes tanár lett egészen haláláig. A filozófiát Christian Wolf, Leibniz és Kant művei alapján tanította. A  kanti filozófiát tükröző érdekes főiskolai tankönyveinek kéziratait a kolozsvári református kollégium könyvtárában őrizték.

## Munkái
- Temetési oratio. Mellyben néh. Mélt. l. b. Alvinczy Gábor ur ... utolsó tisztesség tételének alkalmatosságával, az ember rövid életének akármely kedvetlen viszontagságaiban és főképen annak bizonytalan végében tündöklő véghetetlen isteni bölcsességnek némi némű nyomait kivánta szemléltetni ... A kolozsvári belső-farkas-utczai templomban 1788. Szent Jakab hava 22. Kolozsvár, 1789. (Verestói beszédével együtt).
- A jó vitéznek Istentől ajándékoztatott és az emberi szorgalmatosság által kipalléroztatott fegyverekkel felkészült, és földi győzedelmei után az halhatatlan győzedelmes lelkek seregében általlépett ifju vitéz néhai mélt. l. b. Losonczi Bánffi István ur, életében a b. Splényi gyalog regementnek egyik vitéz főhadnagya ... A kit előállitani igyekezett hajdani egyik tanítója ... a kolozsvári farkas-utczai nagytemlomban 1794. Kisasszony havának 11. napján. Uo. 1795. (Szatmári Pap Mihály gyászbeszédével együtt).
- Arithmetika. Az alsóbb osztályok számára. Kiadta Méhes Sámuel. Uo. 1814. (Belső czíme: Az arithmetikának első része, melyben a számvetéseknek közönséges regulái adattatnak elő. Ujabb kiadásai: 1819. és 1833. ugyanott).

Gyászverset írt a Pataki Sára asszony, b. Intze Mihály házastársának emlékére: Emlékezet oszlopa (Kolozsvár, 1794) cz. gyűjteményes munkába.
Levelei a m. n. múzeumban: Sógorához Incze Sámuelhez: Kolozsvár 1784. szeptember 19., 1788. január 27. és április 6.